# フアンマ・バホ・ウジョア
フアンマ・バホ・ウジョア（Juanma Bajo Ulloa, 1967年1月1日 – ）は、スペイン・ビトリア＝ガステイス出身の映画監督・脚本家。

## 経歴
1967年、アラバ県ビトリア＝ガステイスに生まれた。1989年には短編『El Reino de Victor』を制作し、ゴヤ賞で最優秀短編映画賞を受賞した。1991年に35mmフィルムで長編第1作『Alas de Mariposa』（蝶の羽根）を制作した際には、資金を調達するために自宅を抵当に入れている。この作品はサン・セバスティアン国際映画祭で作品賞（ゴールデンシェル）を受賞した。ゴヤ賞では新人監督賞を受賞し、兄弟のエドゥアルド・バホ・ウジョアと共同で執筆した脚本は脚本賞を受賞した。この作品では主演女優賞（シルビア・ムント）も受賞し、計3部門で受賞した。『Alas de Mariposa』で稼いだ資金を元にして、1993年には長編2作目『La Madre Muerta』（死んだ母）を制作し、ゴヤ賞では監督賞と撮影賞の2部門にノミネートされた。この作品はバロックスタイルであり、映像技術と邪悪なおとぎ話のような雰囲気を巧みに組み合わせている。モントリオール世界映画祭、ストックホルム国際映画祭、ポルト国際映画祭などでいくつかの賞を受賞した。1997年の長編3作目『Airbag』は暴力的なロードムービーであり、パブロ・ブランコがゴヤ賞で編集賞を受賞した。1994年以降はミュージックビデオの監督や制作も行っており、ホアキン・サビーナ、ロス・エネミゴス、バリカダなどのアーティストの作品を手掛けている。

## フィルモグラフィー

### 短編
- 1984年 Cruza la Puerta
- 1985年 El Último Payaso
- 1986年 A Kien Puede Interesar
- 1987年 Cien Aviones de Papel
- 1988年 Akixo
- 1989年 El Reino de Víctor
- 1999年 Ordinary Americans

### 長編
- 1991年 Alas de Mariposa
- 1993年 La Madre Muerta
- 1997年 Airbag
- 1999年 Ordinary Americans
- 2004年 Frágil
- 2008年 Historia de un grupo de rock （ドキュメンタリー）

## 受賞
| 年     | 映画祭                         | 作品               | 部門        | 結果       |
| ------ | ------------------------------ | ------------------ | ----------- | ---------- |
| 1989年 | ゴヤ賞                         | El Reino de Victor | 短編映画賞  | 受賞       |
| 1991年 | サン・セバスティアン国際映画祭 | Alas de Mariposa   | 作品賞      | 受賞       |
| 1991年 | ゴヤ賞                         | Alas de Mariposa   | 脚本賞      | 受賞       |
| 1991年 | ゴヤ賞                         | Alas de Mariposa   | 新人監督賞  | 受賞       |
| ????年 | シアトル国際映画祭             | ????               | Opera Prima | 受賞       |
| ????年 | シアトル国際映画祭             | ????               | 観客賞      | 受賞       |
| ????年 | ニューヨーク映画批評家協会賞   | ????               | Opera Prima | 受賞       |
| 1993年 | ゴヤ賞                         | La Madre Muerta    | 監督賞      | ノミネート |
| ????年 | モントリオール世界映画祭       | La Madre Muerta    | 監督賞      | 受賞       |
| ????年 | ストックホルム国際映画祭       | La Madre Muerta    | ????        | 受賞       |
| ????年 | ポルト国際映画祭               | La Madre Muerta    | ????        | 受賞       |